# سيكول سلامر

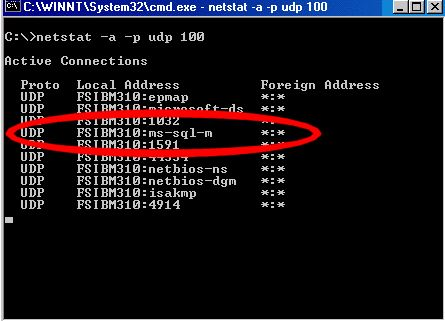

سيكول سلامر(SQL Slammer)هي دودة حاسوب ظهرت في ال2003 تسببت في حجب الخدمة عن بعض المواقع على الانترنت كما تسببت في بطئ شبكة الإنترنت عموماً.من أهم مميزاتها انها كانت لها القدرة على الانتشار بشكل سريع جداً حيث أنها خلال عشر دقائق كانت قد أصابة 75 ألف جهاز حاسوب.
هذه الهجمة استهدفت أجهزة الحاسوب التي تعمل على نظام ويندوز من خلال أكتشافها لثغرة تسمى تجاوز سعة المخزن المؤقت أو "buffer overflow".

## تفاصيل تقنية
هذه الدودة اعتمدت على مبدأ عرضه خبير الأمن المعلوماتي ديفيد ليتشفيلد في أحد مؤتمرات القبعات السوداء.
بدأت الدودة بالظهور في 25 كانون الثاني عام 2003 حيث أبطأت الكثير من الأنظمة حول العالم.وهذا البطئ حدث بسبب انهيار العديد من الموجهات..

## روابط خارجية
اخبار البي بي سي